# That's the Guy
That's the Guy is de zesentwintigste aflevering van het negende seizoen van het tienerdrama Beverly Hills, 90210, die voor het eerst werd uitgezonden op 19 mei 1999.

## Plot
Gina wordt naar het ziekenhuis gebracht nadat zij flauw is gevallen in het toilet op een kunstschaatswedstrijd. Zij wil er niets van weten en wil gewoon naar huis en is ook boos op David dat hij een ambulance heeft gebeld. David maakte zich gewoon zorgen en snapt niet dat zij niet onderzocht wil worden. Als zij later thuis zijn dan vertelt zij dat zij boulimia heeft en dat zij daarom niet onderzocht wilde worden. Vroeger was zij de beste schaatser in het land en wilde dit ook blijven, daarom ging zij telkens overgeven na het eten en het werd steeds erger en dat maakte haar zo dat zij nu flauw viel. David is bereid om haar te helpen en wil met haar verder maar ondertussen maakt hij zich ook zorgen over haar gevoelens voor Dylan, David vraagt aan Dylan of hij haar met rust wil laten. Als David op een avond thuis komt dan vindt hij Gina in bed met Dylan en dit maakt hem woest.
Kelly is nog steeds zeer emotioneel over haar verkrachting en vertelt het eindelijk ook aan Matt, die schrikt hier enorm van en wil haar helpen maar zij kan het nog niet aan dat er een man dicht bij haar komt. Dylan heeft een beloning uitgeloofd voor diegene met de gouden tip, dit leidt hem naar een persoon die de informatie kan geven. Dylan spreekt met hem af in een café en neemt voor de zekerheid Matt mee, Dylan komt erachter dat hij in de val is gelokt en wordt overvallen. Matt komt net op tijd om Dylan te ontzetten en jagen de overvaller weg. Ondertussen verdedigt Matt nog steeds Joe zonder het te weten dat hij de verkrachter van Kelly is. Joe verlaat het kantoor van Matt en wil een mooie jurk kopen voor zijn vriendin en vraagt aan Matt een adres waar hij zou kunnen slagen. Matt stuurt hem naar de winkel van Kelly en als hij daar aankomt dan komt hij Kelly tegen en zij herkennen elkaar. Kelly wordt bang en Joe bedreigd haar om niets te doen, Kelly haalt het pistool uit haar tas en richt het op Joe die naar haar toe loopt. Kelly eist Joe om te stoppen en schiet hem dan neer met dodelijke afloop.
Iedereen denkt dat Steve een botte kerel is maar Janet komt erachter dat hij een hard van goud heeft. Als Janet bij de krant aankomt dan verspert Steve de doorgang en dat maakt Janet zeer wantrouwig en wil weten wat er binnen aan de hand is. Het lukt haar om binnen te komen en ziet dan een groep vrouwen zitten die bezig zijn met een gespreksgroep van slachtoffers van seksueel geweld. Dit maakt Janet zeer trots op Steve die dit heeft gedaan om Kelly te helpen.
Noah heeft nog steeds hoop dat het goed komt tussen hem en Donna, hij wil met haar praten en gaat op een ochtend naar het huis van Donna. Daar aangekomen ziet hij Donna een ontbijt maken samen met Wayne en beseft dat zij samen de nacht door gebracht hebben. Dit maakt Noah woedend en deelt Donna mee dat het nu echt over is tussen hen. Donna beseft nu wat zij gedaan heeft en wil Noah niet kwijt, Donna smeekt Noah om haar nog een kans te geven wat Noah weigert.

## Rolverdeling
- Jennie Garth - Kelly Taylor
- Ian Ziering - Steve Sanders
- Brian Austin Green - David Silver
- Tori Spelling - Donna Martin
- Luke Perry - Dylan McKay
- Joe E. Tata - Nat Bussichio
- Lindsay Price - Janet Sosna
- Daniel Cosgrove - Matt Durning
- Vanessa Marcil - Gina Kincaid
- Vincent Young - Noah Hunter
- Shawn Christian - Wayne Moses
- Cliff Dorfman - Joe Patch
- Anne Gee Byrd - Dakloze vrouw
- Collective soul - Zichzelf (muzikale gast)